# Gahnita

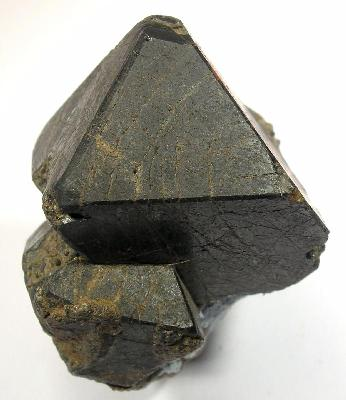

A gahnita é um mineral do grupo dos espinélios, cuja fórmula química é ZnAl2O4. Em alguns casos o ferro ferroso (Fe3+) e o manganês (Mn) podem substituir o zinco (Zn), o ferro férrico (Fe2+) e o alumínio (Al).

## Cristalografia
Pertence ao sistema isométrico, também chamado cúbico. Isométrica, hexaoctaédrica. Comumente octaédrica com faces estriadas paralelamente à aresta entre o dodecaedro e o octaedro. Dodecaedros e cubos bem desenvolvidos são menos freqüentes.

## Propriedades físicas
- Dureza: 7½-8
- Densidade: 4,55
- Brilho: vítreo
- Cor: verde-escuro, preto
- Traço: acinzentado
- Translúcida

## Aspectos diagnósticos
O espinélio de zinco caracteriza-se por sua forma cristaliza (octaedros estriados) e dureza. Quando muito pequeno o brilho, a coloração e a associação mineralógica (granada e esfalerita) podem ser de grande auxílio.

## Ocorrência
A Gahnita é um mineral raro. Ocorre em rochas metamórficas como gnaisses, mármores e pegmatitos graníticos, pode estar associada a filões metassomáticos em depósitos de zinco e também em calcários cristalinos ao redor do mundo.

## Ensaios
Infusível. O pó fino, fundido com carbonato de sódio sobre o carvão, dá uma auréola branca, não volátil, de óxido de zinco.

## Nome
Foi nomeada como homenagem ao químico sueco, Johan Gottlieb Gahn, o descobridor do manganês.